# Boskapel (Imde)

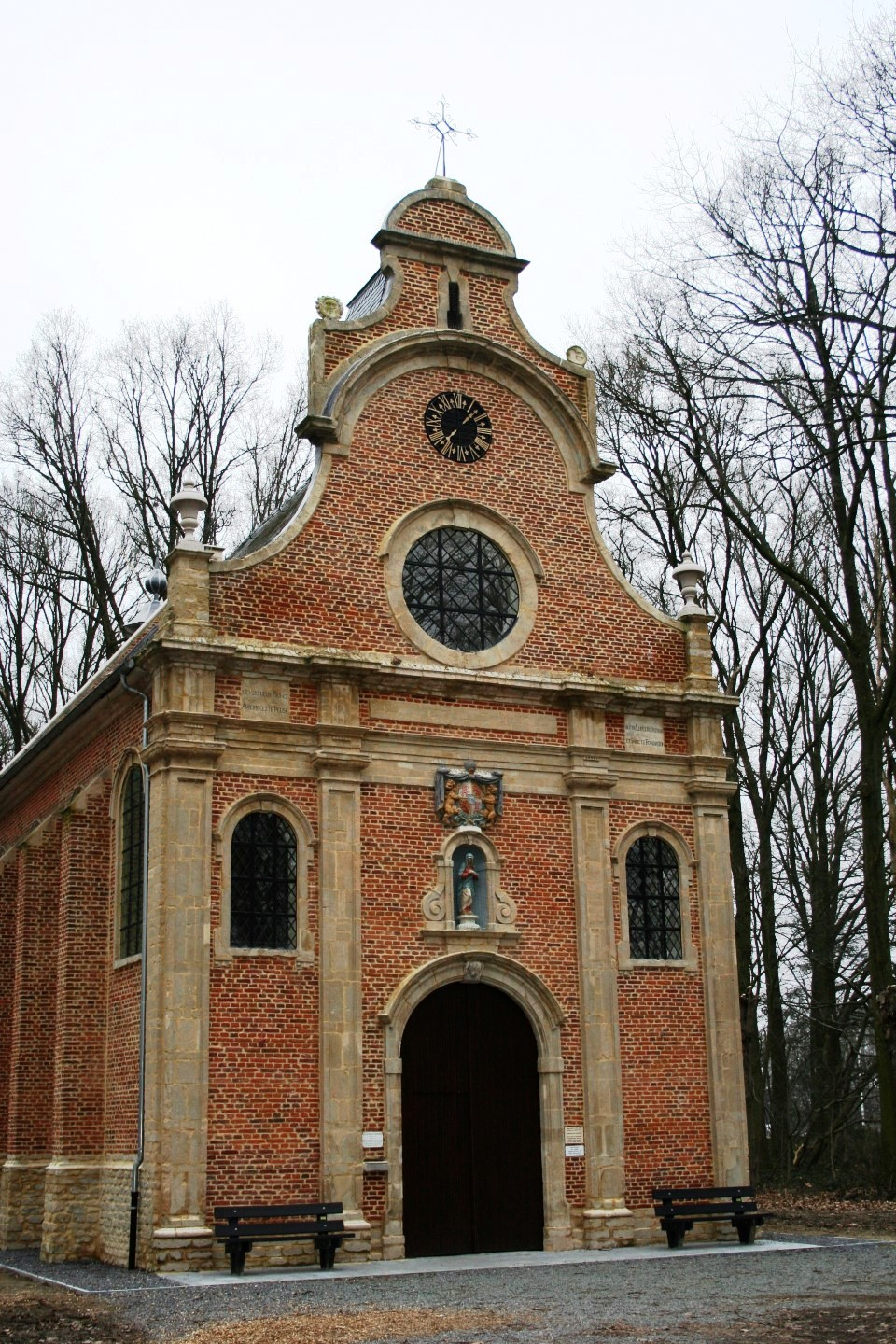
De Boskapel

De Kapel Onze-Lieve-Vrouw Behoudenis der Kranken of Boskapel is een kapel en bedevaartsoord in het Vlaams-Brabantse dorp Imde (vlak naast de A12).

## Geschiedenis

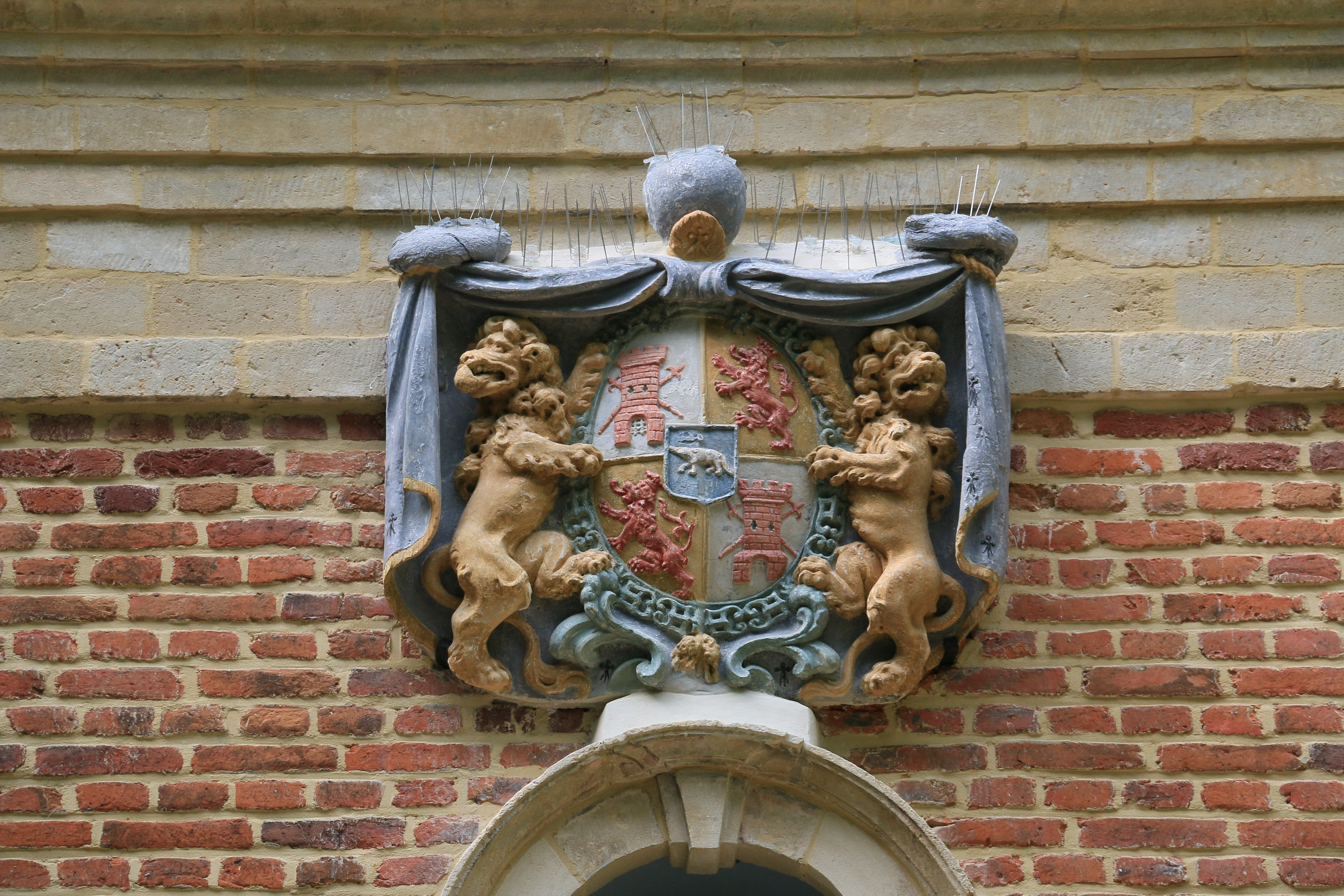
Wapenschild van prins Eugeen Alexander van Turn en Tassis

Deze kapel werd gebouwd op een bedevaartsoord uit 1658 waar volgens de overlevering zich miraculeuze genezingen hadden voorgedaan. Er kwam een grote toeloop van bedevaartgangers die in 1682 zijn hoogtepunt bereikte mede door de uitbraak van besmettelijke ziekten in die jaren. In 1694 werd het beeldje in een houten kapel geplaatst en in 1695 werd de eerste steen voor een stenen kapel gelegd door de prinses van Chimay, dochter van de baron van Imde. Ten gevolge van het groot aantal pelgrims (tot 10.000 per dag) werd de kapel in 1707 vergroot door de nieuwe kasteelheer van Impde, prins Eugeen Alexander van Thurn und Taxis. Zijn wapenschild siert de ingang van de kapel. De kapel met barokke pilastergevel van witte natuursteen werd verder opgetrokken met ter plaatse gebakken baksteen en is bekroond door een klokvormige top met een gebogen fronton. De eerste constructie van 1695 werd in de huidige kapel geïntegreerd en doet nu dienst als sacristie. De eenbeukige kapel heeft een langgerekt ovaal koor.
Bij de verkoop van het domein van Impde door Thurn und Taxis werd de kapel door tussenkomst van kardinaal Sterckx (1792-1867) overgedragen aan de kerk van Wolvertem.
De kapel werd in 1927 gerestaureerd en is sinds 1952 beschermd. In augustus 2012 startten opnieuw restauratiewerken die naar schatting een jaar gingen duren. De kapel werd op 15 augustus 2014 plechtig heringewijd.
De eerste zondag van juli gaat de in 1695 ingestelde processie ter ere van Onze-Lieve-Vrouw der Kranken uit. Van juni tot september wordt er op woensdagavond een mis gevierd.

## Interieur
Het interieur is rijk gestoffeerd. De kerk bevat enkele schilderijen van de Vlaamse school (1700-1725), acht ex voto schilderijen uit de eerste helft van de 18e eeuw en de muurbekleding achter het tabernakel in Lodewijk XV-stijl. In de apsis bevinden zich zeven schilderijtjes met de zeven smarten van Maria. Het 17de-eeuwse Onze-Lieve-Vrouwebeeldje werd in 1978 gestolen en vervangen door een gipsen exemplaar. In 2008 werd opnieuw een eikenhouten beeldje vervaardigd door Marcel Cloots, dat het uitzicht van het oorspronkelijke beeldje heel dicht benadert. Het Mariabeeld en het Kind Jezus op haar linkerarm hebben een kroontje. Ze dragen een kleedje met goudbrokaat en een met kant omhuld blauw manteltje. Het hout was afkomstig van een door bliksem getroffen eik uit het nabijgelegen bos.
De kerk bevat verder een zeldzaam orgel uit het begin van de 18e eeuw dat er rond 1805 werd opgesteld en waarschijnlijk uit een klooster of kasteel afkomstig is.